# Humaitá (kommun i Amazonas)
Humaitá är en kommun i Brasilien.   Den ligger i delstaten Amazonas, i den centrala delen av landet, 1 800 km nordväst om huvudstaden Brasília. Antalet invånare är 52 044.
Följande samhällen finns i Humaitá:
- Humaitá

I omgivningarna runt Humaitá växer i huvudsak städsegrön lövskog. Trakten runt Humaitá är nära nog obefolkad, med mindre än två invånare per kvadratkilometer.